# Komet Russell-LINEAR
Komet Russell-LINEAR ali 156P/Russell-LINEAR je periodični komet z obhodno dobo okoli 6,8 let.
.
 Komet pripada Jupitrovi družini kometov . 

## Odkritje[4]
Komet je odkril Kenneth S. Russell na Observatoriju Siding Spring v Avstraliji. V letu 1993 ga je opazila Carolyn Shoemaker na Observatoriju Palomar v Kaliforniji, ZDA. Prepričana je bila, da je odkrila asteroid. Dobil je oznako 1993 WU. Tretjič so ga odkrili v okviru programa LINEAR v letu 2000. Ker so mislili, da so odkrili asteroid, so mu dali oznako 2000 XV43. Leta 2001 je Timothy Spahr ugotovil, da so v vseh treh primerih opazovali isto nebesno telo. Prav tako je Spahr ugotovil, da je tudi asteroid 2000 QD181 isto telo.